# Петровка (Ключевский район)
Петровка — село в Ключевском районе Алтайского края России. Входит в состав Новополтавского сельсовета.

## Население
| 1997 | 1998 | 1999 | 2000 | 2001 | 2002 | 2003 |
| ---- | ---- | ---- | ---- | ---- | ---- | ---- |
| 362  | ↘355 | ↘349 | ↘337 | ↘329 | ↘322 | ↘294 |
| 2004 | 2005 | 2006 | 2007 | 2008 | 2009 | 2010 |
| ↗303 | ↘272 | ↗274 | ↘252 | ↘229 | ↘201 | ↘141 |
| 2011 | 2012 | 2013 |      |      |      |      |
| ↘139 | ↗143 | ↘132 |      |      |      |      |

## История
Основано в 1909 году. В 1928 году посёлок Петровка состоял из 149 хозяйств, основное население — украинцы. Центр Петровского сельсовета Ключевского района Славгородского округа Сибирского края.